# عبد ال بانغورا
عبد ال بانغورا (بالإنجليزية: Abdul Bangura)‏ هو لاعب كرة قدم سيراليوني في مركز الدفاع، ولد في 10 يناير 1986 في فريتاون في سيراليون. شارك مع منتخب سيراليون لكرة القدم. أما مع النوادي، فقد لعب مع أتلانتا سيلفرباكس.

## وصلات خارجية
- عبد ال بانغورا على موقع الاتحاد الدولي (مؤرشف)  (الإنجليزية)
- عبد ال بانغورا على موقع قاعدة بيانات كرة القدم.إي يو (الإنجليزية)
- عبد ال بانغورا على موقع ناشيونال فوتبول تيمز (الإنجليزية)
- عبد ال بانغورا على موقع Soccerway.com (الإنجليزية)